# کاتلین مونرو
کاتلین مونرو (انگلیسی: Kathleen Munroe؛ زادهٔ ۹ آوریل ۱۹۸۲) یک هنرپیشه اهل کانادا است که شهرت وی بیشتر برای ایفای نقش "آنابل بنکس" در سریال مردم زیبا میباشد.او در فیلم مرد خانواده بازی کرده است.